# Xã Darysaw, Quận Grant, Arkansas
Xã Darysaw (tiếng Anh: Darysaw Township) là một xã thuộc quận Grant, tiểu bang Arkansas, Hoa Kỳ. Năm 2010, dân số của xã này là 841 người.